# Kungliga Sjökrigshögskolan
Sjökrigshögskolan (KSHS), var en skola för officersutbildning inom svenska marinen, som verkade i olika former åren 1898–1961. Förbandsledningen var förlagd i Stockholms garnison, Stockholm.

## Historik
Kungliga Sjökrigshögskolan (eller bara Sjökrigshögskolan) inrättades den 11 mars 1898. Tidigare hade motsvarande utbildningen bedrivits i begränsad utsträckning vid Högre artilleriläroverket i Marieberg i västra Stockholm. Den 30 september 1961 upplöstes och avvecklades skolan tillsammans med Krigshögskolan och Flygkrigshögskolan, och utbildningen överfördes till den nya skolan Militärhögskolan.

## Verksamhet
Sjökrigshögskolan ansvarade för utveckla kompetens samt utbilda marinens officerare för att fullfölja sjöförsvarets syfte. Utbildningen bestod av en ettårig allmän kurs för subalternofficerare, samt ettåriga fortsättningskurser (allmänna, artilleri-, torped- och minkurserna) för officerare som genomgått allmän kurs. Ämnena i den allmänna kursen bestod av strategi, taktik, kustfästningslära, landtkrigskonst, militär kustgeografi, artilleri, torpedlära, minlära, fysik och matematik (matematik var valfritt). I fortsättningskurserna bestod undervisning dels av specialämnen, men även ämnen från den allmänna kursen förekom. Sjökrigshögskolans ständiga personal utgjordes av en chef, en adjutant, bibliotekarie, lärare i 15 ämnen, repetitörer och en vaktmästare. Tillstånd att följa undervisningen i ett eller flera ämnen kan av chefen lämnas såväl marinen tillhörande person av officers rang som officer tillhörande armén.

## Förläggningar och övningsplatser
- Styrmansgatan 32
- Banérgatan 29
- Arsenalsgatan 9 (1909–1921)
- Birger Jarlsgatan 7, samlokaliserat med Marinstaben (1921–1926)
- Östermalmsgatan 87, "Grå Huset" (1926–1961)

## Förbandschefer
Förbandschefen för Sjökrigshögskolan titulerades skolchef.

- 1898–1901: Carl Hjulhammar
- 1901–1905: Ludvig Sidner
- 1905–1905: Gustaf Dyrssen
- 1905–1909: Per Dahlgren
- 1909–1912: Wilhelm Hamilton
- 1913–1914: Carl Kson Sparre
- 1914–1919: Carl Engström
- 1914–1915: Carl Alarik Wachtmeister [b]
- 1919–1923: John Schneidler
- 1923–1925: Gustaf Starck
- 1925–1930: Gunnar Unger
- 1930–1933: Claës Lindsström
- 1933–1935: Nils Åkerblom
- 1935–1938: Lave Beck-Friis
- 1938–1943: Erik Öberg
- 1943–1945: Erik Anderberg
- 1945–1948: Ragnar Smith
- 1948–1951: Daniel Landquist
- 1951–1954: Evert Lindh
- 1954–1957: Harald Callerström
- 1957–1957: Gunnar Fogelberg
- 1957–1959: Magnus Starck
- 1959–1961: Gustav Lindgren
- 1961–1961: Bertil Larsson

## Namn, beteckning och förläggningsort
| Kungl. Sjökrigshögskolan | 1898-03-11 | – | 1961-09-30 |

| KSHS | 1898-03-11 | – | 1961-09-30 |

| Stockholms garnison/Styrmansgatan 32 (F)    | 18??-??-?? | – | 18??-??-?? |
| Stockholms garnison/Banérgatan 29 (F)       | 18??-??-?? | – | 18??-??-?? |
| Stockholms garnison/Arsenalsgatan 9 (F)     | 1909-??-?? | – | 1921-??-?? |
| Stockholms garnison/Birger Jarlsgatan 7 (F) | 1921-??-?? | – | 1926-??-?? |
| Stockholms garnison/Östermalmsgatan 87 (F)  | 1926-11-05 | – | 1961-09-30 |

## Galleri

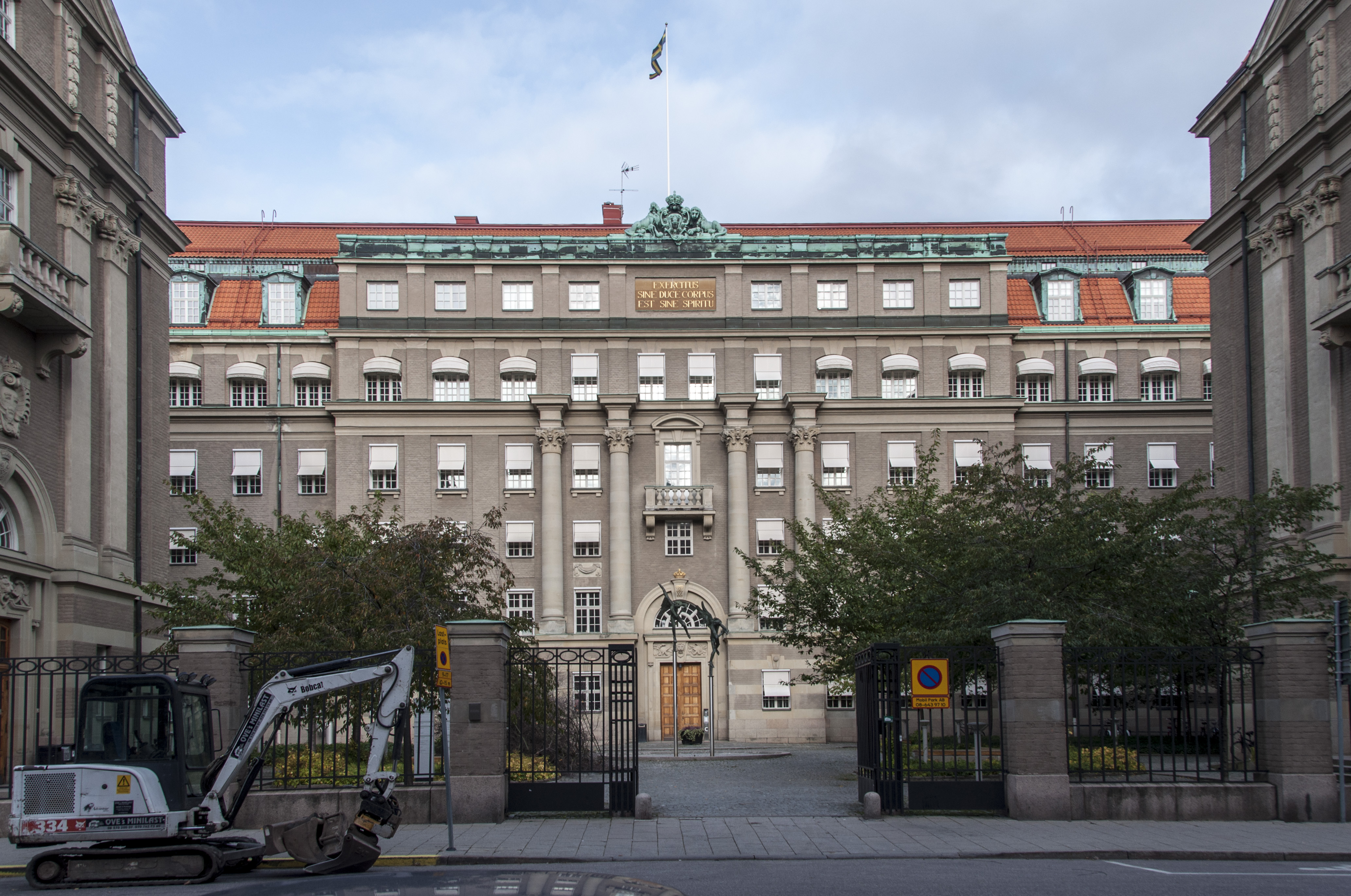
"Grå Huset" på Östermalmsgatan 87
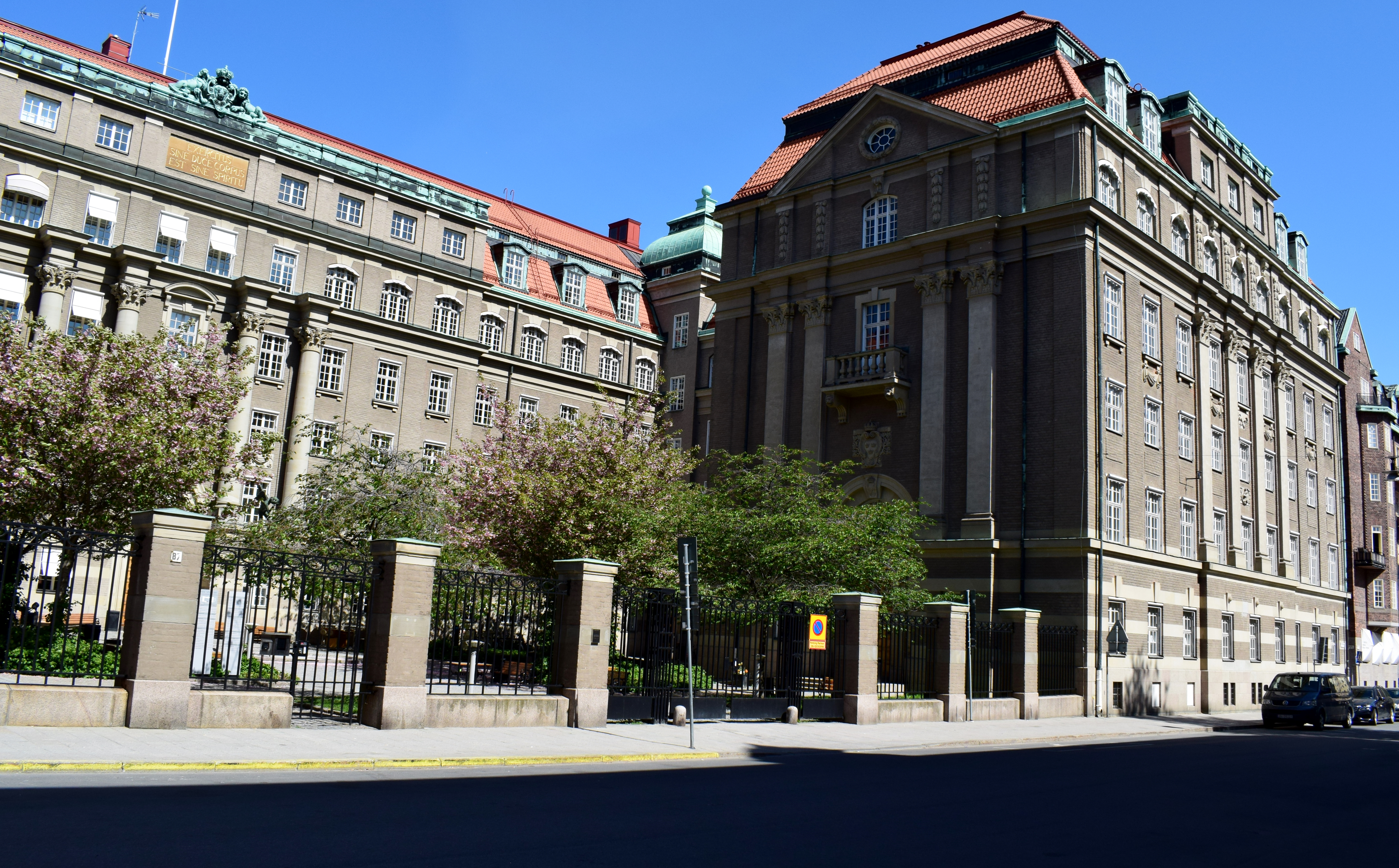
"Grå Huset" på Östermalmsgatan 87
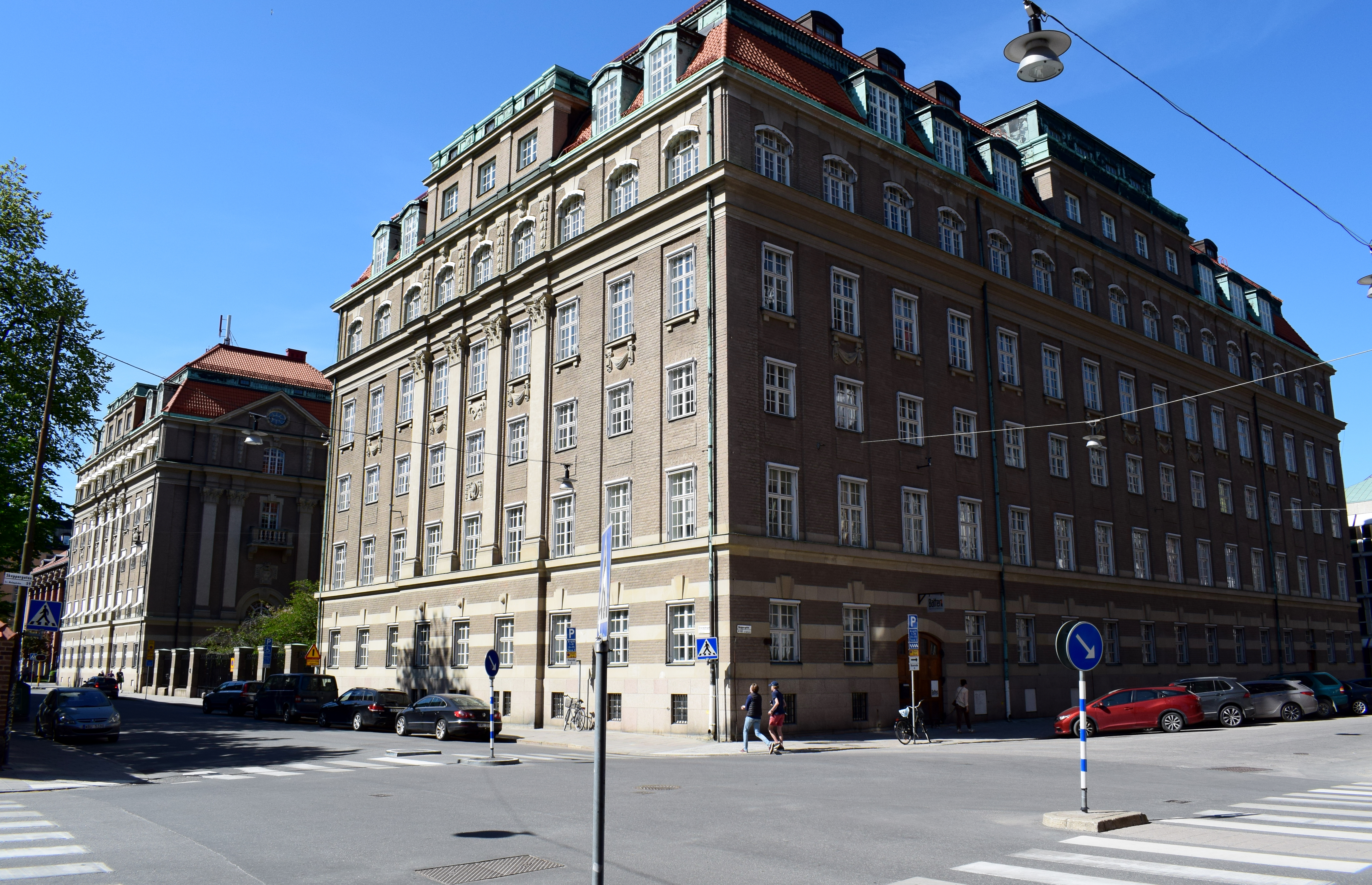
"Grå Huset" på Östermalmsgatan 87
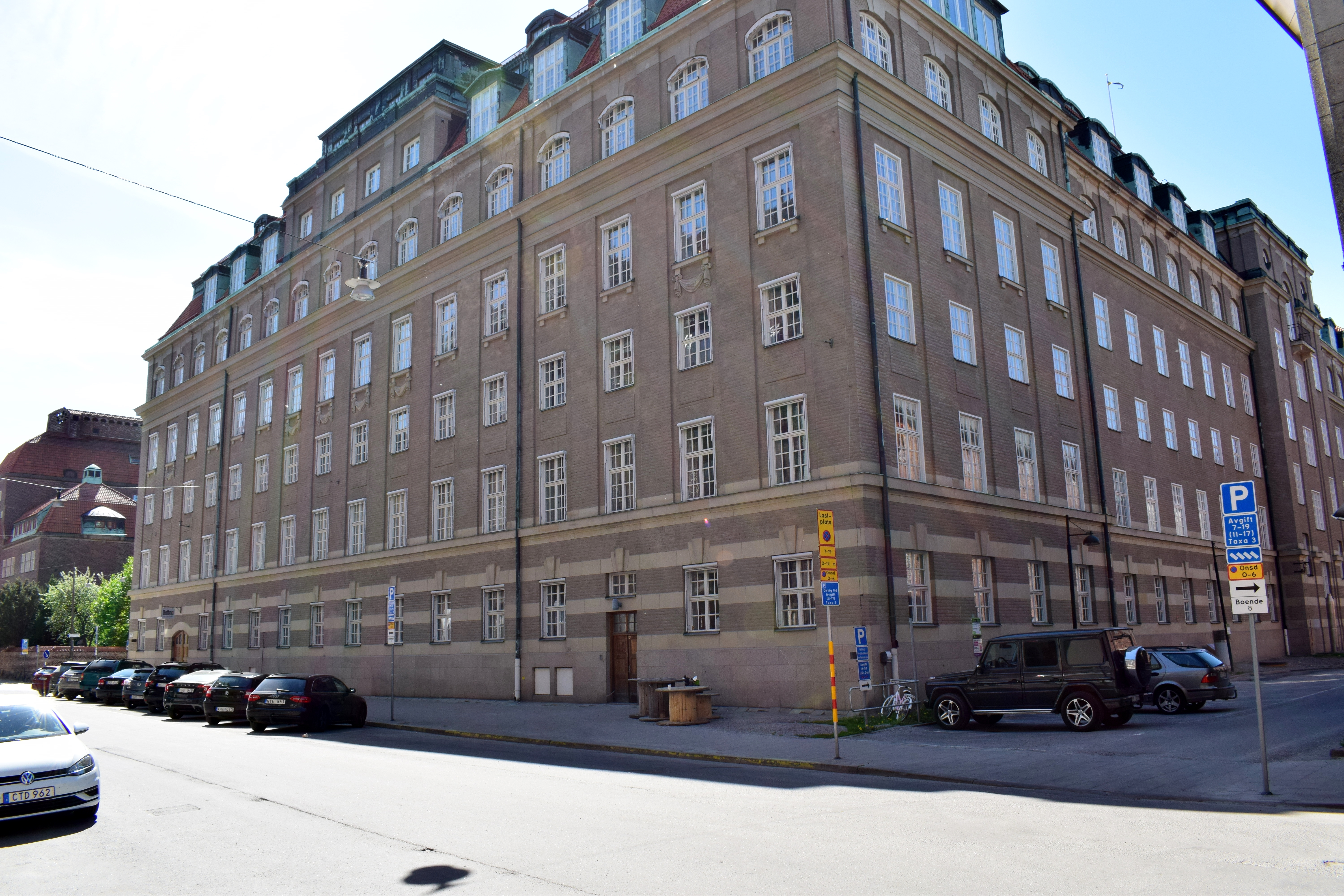
"Grå Huset" på Östermalmsgatan 87